# Mauves-sur-Loire
Mauves-sur-Loire is een gemeente in het Franse departement Loire-Atlantique (regio Pays de la Loire). De plaats maakt deel uit van het arrondissement Nantes. Mauves-sur-Loire telde op 1 januari 2022 3.393 inwoners.

## Geografie
De oppervlakte van Mauves-sur-Loire bedroeg op 1 januari 2022 14,75 vierkante kilometer; de bevolkingsdichtheid was toen 230 inwoners per km².

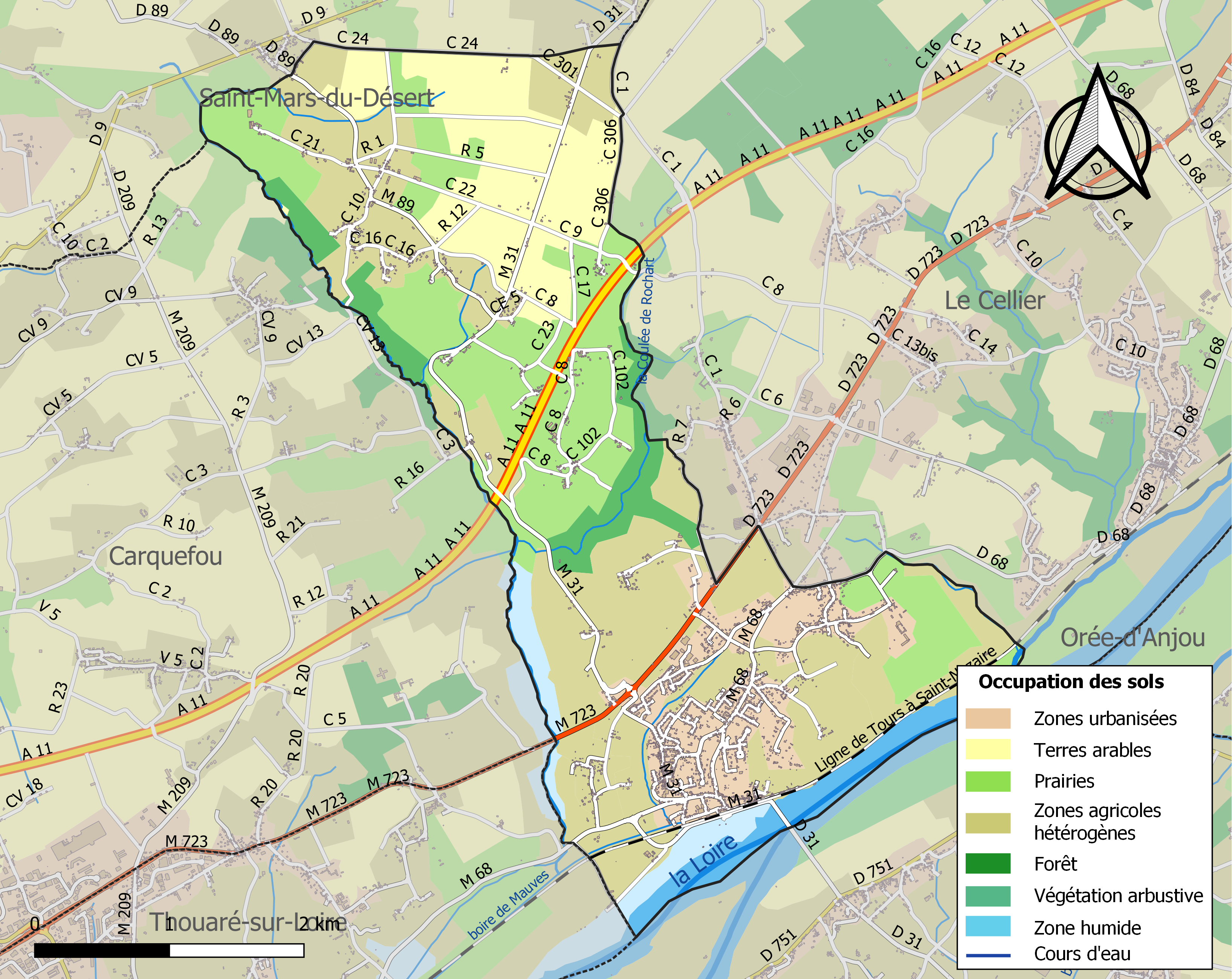
Kaart van de gemeente met de belangrijkste infrastructuur, bodemgebruik en omliggende gemeenten

## Verkeer en vervoer
In de gemeente ligt spoorwegstation Mauves-sur-Loire.

## Demografie
Onderstaande figuur toont het verloop van het inwonertal (bron: INSEE-tellingen).